# Von Löwen und Lämmern
Von Löwen und Lämmern (Originaltitel Lions for Lambs) ist ein US-amerikanisches Filmdrama aus dem Jahr 2007. Regie führte Robert Redford, das Drehbuch schrieb Matthew Michael Carnahan.

## Handlung
Der Film spielt in drei inhaltlich verflochtenen und zeitlich parallel verlaufenden Handlungssträngen.
Stephen Malley, Politologie-Professor an einer Westküsten-Universität, trifft sich frühmorgens mit seinem Studenten Todd Hayes, um über dessen auffällige Abwesenheit vom Unterricht zu sprechen.
Hayes gibt zunächst vor, seine Freundin und seine Position als Präsident einer Studentenverbindung seien der Grund für seine Versäumnisse. Im weiteren Verlauf des Gesprächs scheint jedoch immer mehr durch, dass Hayes’ Politikverdrossenheit der eigentliche Anlass für das Desinteresse und seine Zweifel an der Wahl des Studienfachs Politikwissenschaften sind. Er eröffnet dem Professor Einsicht in seine Gedanken: Durch seine Eltern habe er hart erarbeitete Vorzüge erhalten, die er auch nutzen wolle. Das private, zurückgezogene Leben ziehe er dem öffentlichen, aber seiner Meinung nach unehrlichen und korrupten Leben eines Politikers vor.
Malley hält ihm daraufhin einen Vortrag über Zivilcourage und die Bereitschaft, für seine feste Überzeugung einzustehen. Er führt als Beispiel zwei seiner ehemaligen Studenten an, einen Afroamerikaner und einen Lateinamerikaner, die aus einfacheren Verhältnissen stammten und durch ein Sportstipendium die Möglichkeit zum Studieren bekamen. Auf sein Anraten hin, mehr öffentliches Engagement zu zeigen, meldeten sie sich zum Militärdienst, obwohl er sie vor den Gefahren eines solchen Werdegangs warnte. Malley, der den aus privilegierten Verhältnissen stammenden Hayes für intelligent und begabt hält, beschwört ihn, sein Leben zu nutzen. Er warnt ihn anklagend davor, sich dem Kollektiv der Untätigen anzuschließen und womöglich zum Spielball machtgieriger Politiker zu werden. Sein behagliches, zurückgezogenes Privatleben werde er nicht führen können, wenn er nicht auch seinen Beitrag zum Funktionieren des Gemeinwesens leiste.
Gleichzeitig trifft sich die Journalistin Janine Roth mit dem republikanischen Senator Jasper Irving in Washington, um von ihm Informationen und Ansichten für eine Chronik der US-amerikanischen Auslandseinsätze, an der sie arbeitet, zu erhalten. Irving hingegen möchte die Gelegenheit nutzen, um Roth, vorgeblich aus Dankbarkeit für einen früheren Artikel, in neue militärtaktische Pläne zum Afghanistaneinsatz einzuweihen. Roth soll die neue Taktik möglichst medienwirksam präsentieren, um die Moral und die Einstellung zu den Auslandseinsätzen im Land zu verbessern. Die Journalistin vermutet darüber hinaus, dass der junge Senator, falls die durch ihn veröffentlichten Pläne erfolgreich sind, ganz im Eigeninteresse auf die Gunst der Wähler in einer zukünftigen Präsidentschaftswahl hofft, obwohl dieser eine Kandidatur ausschließt. Zurück im Redaktionsbüro informiert sie den Chefredakteur ihres Nachrichtensenders. Dieser ist lediglich an den Schlagzeilen interessiert, sie verweigert allerdings die Herausgabe, da sie fürchtet, sich in diesem Sinne von Senator Irving für seine Zwecke und Kriegspropaganda wie einst schon während des Irakkriegs instrumentalisieren zu lassen.
Parallel zu den Geschehnissen in den Vereinigten Staaten startet in Afghanistan die Durchführung der neuen Militäroperation. Aufgabe eines ersten Einsatzteams ist es, eine vorgeschobene Operationsbasis auf einem Hügel mit taktischer Bedeutung einzurichten. Der Helikopter bricht in der Nacht auf, gerät allerdings unter Feuer. Ein Soldat namens Ernest fällt aus dem Helikopter, ein anderer namens Arian springt daraufhin hinterher. Es handelt sich um die beiden ehemaligen Studenten des Professor Malley. Kurze Zeit später nähern sich Kämpfer der Taliban; die beiden Soldaten können sich jedoch nur mühsam verteidigen, da Ernest beim Absturz am Bein schwer verletzt wurde. Der zur Rettung losgeschickte Helikopter braucht zu lange, und das zur Unterstützung ausgesendete Kampfflugzeug kann die herannahenden Kämpfer nur unzureichend mit kleinen Bomben zurückschlagen. Nachdem Ernest und Arian ihre Munition verschossen haben, wollen sie eines „würdigen Todes“ sterben. Arian hilft Ernest auf, wobei die Taliban nicht sofort auf sie schießen. Erst nachdem die beiden bewusst ihre bereits leergeschossenen Waffen heben, erschießen die Taliban sie. Nur wenige Augenblicke darauf werden die Taliban von einem Kampfflugzeug bombardiert.
Der Film lässt offen, welche Entscheidung Todd treffen wird. Die letzte Szene zeigt ihn nachdenklich neben einem Studienfreund vor dem Fernseher, den laufenden Newsticker über die von Irving propagierte neue Afghanistanstrategie betrachtend. Roths Sender hat die Nachricht somit trotz ihrer Bedenken ausgestrahlt.

## Kritiken
Der Film erhielt eher negative Kritiken. Das Filmkritik-Portal Rotten Tomatoes gibt für den Film 27 % positive Rezensionen an und er hat einen Metascore von 47 von 100 bei Metacritic.
Yassin Musharbash schrieb in der Zeitschrift Der Spiegel vom 25. Oktober 2007, der Film zeige „präzise die Widersprüche der US-Politik“ und zeichne „ein düsteres Bild der USA“.
Harry Nutt schrieb in der Frankfurter Rundschau vom 26. Oktober 2007, der Film sei ein „hölzernes Stück über Politik, Krieg, Erziehung und demokratische Werte“. „Der hölzerne Rahmen des klassischen dreigeteilten Altarbildes“ habe „vor allem eine schützende Funktion“, man könne den Film „als Reisetriptychon betrachten“. Der Regisseur hoffe „noch einmal auf die Selbstheilungskräfte der amerikanischen Werte“ und bringe „doch noch einmal Patriotismus ins Spiel“.
Prairie Miller schrieb auf www.counterpunch.org, der „eindringliche“ Film sei „rau, grobkörnig und hoch stilisiert“. Er zeige die Ereignisse um den Krieg gegen den Terror mit dem „stechenden Realismus“.
Die Deutsche Film- und Medienbewertung FBW in Wiesbaden verlieh dem Film das Prädikat wertvoll.
Das Lexikon des Internationalen Films urteilt: „Während die drei ineinander geschachtelten Episoden untereinander keine visuellen Bezüge aufweisen, ergeben sich durch die Dialoge des meisterhaften Drehbuchs ebenso spitzfindige wie spannungsvolle Zusammenhänge. Eindrucksvoll hinterfragt der Film, wie Politik funktioniert, spiegelt Macht und Ohnmacht der Presse und stellt die Würde und Verantwortung des Individuums heraus.“

„Freunde der Hardboiled-Krimiautorenlegende James Ellroy staunten nicht schlecht, als die Kreativen für die Verfilmung von ‚White Jazz‘ bekannt gegeben wurden. Joe Carnahan, der mit Narc und (später) Smokin’ Aces zwei gute Genrefilme vorgelegt hatte, war schon eine Überraschung, doch dessen Bruder Matthew Michael Carnahan hatte niemand auf der Rechnung. Warum der Drehbuchnewcomer dieses Prestigeprojekt angehen darf, hat sich aber mittlerweile geklärt. Der Mann schreibt nicht nur packende Dialoge, sondern scheut sich auch nicht davor, die heißen Eisen anzupacken: Was er vor allem mit der radikalen Schlusswendung in Operation: Kingdom andeutete, bringt Matthew Michael Carnahan nun mit dem unkonventionellen Polit-Drama ‚Von Löwen und Lämmern‘ zur vollen Entfaltung. Das Skript ist gleichermaßen brillant wie gesellschaftskritisch, so dass der damalige Novize im Handumdrehen Regisseur Robert Redford und die zwei Superstars Tom Cruise und Meryl Streep auf der Matte stehen hatte. Redford, der auch eine der Hauptrollen spielt, setzt der amerikanischen Gesellschaft die Daumenschrauben an und zwingt die Zuschauer zu einer Reaktion – wie immer die auch ausfallen mag… aber irgendeine Reaktion ist unabdingbar. Das Problem: Wirklich neu sind die Argumente nicht.“

## Hintergründe
Der Film wurde in Los Angeles und in anderen Orten in Kalifornien gedreht. Seine Produktionskosten betrugen schätzungsweise 35 Millionen US-Dollar. Der Film hatte seine Weltpremiere am 22. Oktober 2007 auf dem The Times bfi London Film Festival. Am 1. November 2007 wurde er auf dem AFI Film Festival vorgeführt. In den deutschen Kinos startete er am 8. November 2007.
Der Film ist das erste Projekt des seit Anfang 2007 von Tom Cruise und Paula Wagner geleiteten Filmstudios United Artists. Um das Budget des Filmes niedrig zu halten, verzichteten Redford, Cruise und Streep zugunsten einer Gewinnbeteiligung auf einen Großteil ihres Honorars.
Der Titel entspringt einem angeblichen Ausspruch des deutschen Generals Max von Gallwitz während des Ersten Weltkriegs. Von Gallwitz soll die Tapferkeit der englischen Soldaten bewundert, aber die in seinen Augen sehr mäßige Führungskunst ihrer Offiziere verspottet haben, indem er die Engländer als „Löwen, die von Lämmern angeführt werden“ bezeichnete. Dieses angebliche Zitat findet sich aber weder in den veröffentlichten Memoiren von Gallwitz (Erleben im Westen 1916–1918) noch in seinen Tagebüchern und ist somit wahrscheinlich ins Reich der Legende einzuordnen. Das Schlagwort „Lions led by donkeys“ („Löwen, die von Eseln angeführt werden“) ist allerdings historisch verbürgt.
Robert Redford wird in der deutschen Version von Kaspar Eichel gesprochen. Dieser ersetzt damit Rolf Schult, der seit den 1970er Jahren als Redfords Standardsprecher eingesetzt wurde. Schult ist nur noch im ersten Trailer zu hören, wollte den Vertrag allerdings nur für ein Honorar von 50.000 Euro unterzeichnen. „Da sind die natürlich vom Stuhl gefallen“, sagte Schult später auf einer Preisverleihung im Mai 2008 in Horhausen.